# Aéroport de Toulouse-Blagnac
Luchthaven Toulouse-Blagnac (Frans: Aéroport de Toulouse-Blagnac) is een luchthaven in Blagnac, ten noordwesten van Toulouse, in het zuiden van Frankrijk. Er zijn vanaf deze luchthaven regionale en internationale vluchten. Vliegtuigbouwer Airbus heeft zijn hoofdvestiging bij de luchthaven. Verder vinden er testvluchten van Airbus plaats. In 2018 was de luchthaven met 9.600.000 passagiers, de vijfde drukste luchthaven van Frankrijk.